# Syndy Emade
Syndy Emade (de nacimiento Elone Synthia Emade) es una actriz, modelo y productora de cine camerunesa.

## Carrera
Su primer proyecto cinematográfico fue la película “Obsession” de 2010. En 2017 produjo y protagonizó "A Man For The Weekend" junto a la estrella de Nollywood Alexx Ekubo.
Es embajadora de marca en Camerún para la aplicación InstaVoice Celeb. Es la dueña de la productora Blue Rain Entertainment. Debutó como actriz de Nollywood en 2016, con la película "Why I Hate Sunshine". En 2017, fue incluida como la segunda directora más activa de Camerún, según el canal de transmisión de películas en línea Njoka TV. Recibió el premio a la Mejor actriz de Camerún en los Scoos Academy Award 2017. También ganó el premio Camerún Miss Heritage, edición 2014.

## Filmografía seleccionada
- A Man For The Weekend
- Bad Angel (TV series)
- Soldier wife
- House mate
- Smokesscreen
- Before you say yes
- Chaising tails
- Die Another Day
- A Kiss from Rose
- Chaising tails
- Why I hate sunshine
- Rose on the grave
- Different kind of men (2013)
- Pink poison (2012)
- Entangled
- Obsession (2010)